# Іван Пиперков
Іван Пиперков (болг. Иван Пиперков; нар. 5 листопада 1952, Пловдив) — болгарський дипломат. Постійний представник Болгарії при Організації Об'єднаних Націй у Нью-Йорку (2006—2007).

## Життєпис
Народився 5 листопада 1952 року в Пловдиві. Закінчив Московський державний інститут міжнародних відносин, за спеціальністю «Міжнародні відносини». Володіє англійською та російською, французькою, українською та німецькою мовами.
У 1978 році він приєднався до Міністерства закордонних справ Народної Республіки Болгарія. З 1981 по 1986 рр. — аташе і третій секретар, віцеконсул Генерального консульства Болгарії в Києві, з 1990 по 1991 рр. — другий секретар Посольства Болгарії у Великій Британії, з 1996 по 2000 рр. — радник Постійного представництва Болгарії в ООН в Женеві, а з 2005 по 2008 рр. — повноважний міністр, заступник постійного представника, а в період 2006—2007 рр. — тимчасовий повірений Постійного представництва Болгарії при ООН у Нью-Йорку. З 2008 року — повноважний міністр, а з 2009 року — посол, начальник відділу «Політичні питання» Управління «ООН і глобальні справи» МЗС Болгарії.
З 25 січня 2012 р. — Постійний представник Болгарії при міжнародних організаціях ООН у Женеві.
23 квітня 2012 р. — вручив Генеральному директору Відділення ООН в Женеві пану Касим-Жомарту Токаєву вірчі грамоти постійного представника Республіки Болгарія при Відділенні ООН та інших міжнародних організаціях у Женеві.